# Dorota Nowak
Dorota Nowak – polska biochemik, dr hab. nauk biologicznych, profesor uczelni, kierownik Zakładu Patologii Komórki i dziekan Wydziału Biotechnologii Uniwersytetu Wrocławskiego.

## Życiorys
17 kwietnia 1998 obroniła pracę doktorską Zmiany poziomu aktyny i jej izoform w procesie wzrostu guza hepatoma Morris 5123, 28 października 2014 habilitowała się na podstawie pracy zatytułowanej Udział aktyny i białek z nią oddziałujących w procesie migracji komórek nowotworowych, z uwzględnieniem wpływu wybranych leków na ten proces. Jest zatrudniona na stanowisku profesora uczelni, kierownika w Zakładzie Patologii Komórki, oraz dziekana na Wydziale Biotechnologii Uniwersytetu Wrocławskiego.
Była członkiem Komitetu Biologii Molekularnej Komórki Polskiej Akademii Nauk.